# See Red Women's Workshop
See Red Women's Workshop est un studio de sérigraphie collectif ayant fonctionné à Londres, Royaume-Uni, de 1974 à 1990 . L'atelier  était dirigé par un collectif féministe et produisait des visuels visant à combattre le sexisme et contribuant à la culture visuelle du Women's Lib. L'atelier a été fondé par Pru Stevenson, Julia Franco et Suzy Mackie. En 16 ans, plus de 40 femmes ont rejoint l'atelier. Elles ont produit de nombreux documents imprimés, principalement des affiches, ainsi que des calendriers et des t-shirts.
L'atelier a fermé en 1990 pour des raisons financières, en partie liées à des changements dans l'industrie de l'imprimerie. La sérigraphie était devenue chère, de sorte que le matériel imprimé ne couvrait plus les frais de fonctionnement.

## Thèmes
Les thèmes abordés dans les affiches See Red sont intimement liés aux questions féministes, telles que les droits reproductifs, les refuges pour femmes battues, la libération des femmes, le racisme, le féminisme socialiste, la violence contre les femmes, les droits des femmes noires, le soutien aux femmes emprisonnées et les droits des lesbiennes,. L'atelier défend les notions d'intersectionnalité et de sororité.

## Financement
Initialement, l'atelier a été financé conjointement par la vente de matériel imprimé et de dons. Ces ressources étaient à peine suffisantes pour couvrir les coûts, et l'atelier a souvent eu recours aux appels de fonds auprès du Women's Lib et de personnes privées. Entre 1982 et 1986, See Red a été financé par le Southwark Council contrôlé par les travaillistes et le comité des femmes du Greater London Council, nouvellement créé. Ce financement a permis aux participantes de l'atelier d'être rémunérées et de financer l'acquisition de nouveaux outils.

## Moyens de production et fonctionnement de l'atelier
L'équipement initial de l'atelier était rudimentaire. Les premières affiches ont été sérigraphiées à l'aide de pochoirs en papier ou via la technique du blocking out. Ces méthodes étaient privilégiées car elles nécessitaient un minimum d'équipement, ce qui permettait d'installer l'atelier en de nombreux lieux. En 1978, l'atelier s'est doté d'une chambre noire et a commencé à inclure des photographies dans ses créations.
Les affiches sont créées en commun et ne sont pas signées, dans l'idée de ne pas créer de hiérarchie dans le groupe et de sortir des structures patriarcales.

## Emplacements de l'atelier
L'atelier a déménagé à plusieurs reprises. Il a été fondé au 18 Camden Road, à Londres, dans les locaux du magasin occupé par la Camden Tenants Association. En 1975, il a déménagé au South London Women's Centre, qui était situé dans un squat sur Radnor Terrace près de South Lambeth Road, Vauxhall. Entre 1977 et 1984, l'atelier a loué des locaux à Iliffe Yard, une ruelle abandonnée au large de Walworth Road dans le sud de Londres. L'atelier a partagé une chambre noire avec le collectif féministe  Women in Print. Les deux collectifs ont par la suite, en 1984, déménagé ensemble dans des locaux appartenant au Southwark Council derrière une station-service à proximité de Camberwell Road.
L'atelier a été attaqué à plusieurs reprises par le Front national britannique, un groupe politique fasciste et suprématiste blanc.